# The Night Is Still Young
«The Night Is Still Young» (с англ. — «Ночь только начинается») — песня американской хип-хоп исполнительницы Ники Минаж с её третьего студийного альбома The Pinkprint. Песня была выпущена в качестве шестого сингла с альбома.

## История
Песню написали Ники Минаж, Лукаш Готвальд, Circuit, Эстер Дин, Theron Thomas, Henry Walter и Donnie Lewis. Песня записана в жанре клубной музыки и хип-хопа. В песне повествуется о беззаботной клубной жизни, о том, что не нужно торопиться и жить в своё удовольствие.
Песня должна была стать пятым синглом с альбома The Pinkprint, однако вместо неё на радио был отправлен «Truffle Butter». На сингл должен был выйти видеоклип, однако лейбл преостановил промо-кампанию сингла, и было принято решение выпустить шестой сингл, на который и будет снят клип. Следующим синглом стала «The Night Is Still Young», песня была отправлена на радио США и Великобритании в апреле 2015 года. Минаж представила обложку сингла через Instagram, 16 апреля 2015 года.

## Критический приём
Песня получила в целом положительные отзывы критиков. Многие нашли песню схожей по звучанию с песнями со второго альбома Минаж Pink Friday: Roman Reloaded, в частности с хитом «Starships». Также, критики сравнили клубное звучание песни с творчеством певицы Кеши.

## Коммерческий успех
Песня не пользовалась обширным коммерческим спросом. Сингл достиг пика на 31-й позиции в чарте США Billboard Hot 100 и 40-й позиции в Канаде. Сингл имеет платиновый сертификат в США, за 1.000.000 проданных копий.

## Видеоклип
Во время интервью радиостанции Capitol FM, Минаж подтвердила, что собирается снимать видеоклип на сингл. Видеоклип, режиссёром которого стала Ханна Люкс Дэвис был выпущен 22 мая 2015 года на сервисе Tidal, а 26 мая клип был загружен на официальный аккаунт Минаж на Vevo.

## Живые исполнения
Песня была добавлена в сет-лист тура The Pinkprint tour. Минаж также исполняла песню на премиях Billboard Music Awards 2015 и MTV Video Music Awards в этом же году.

## Чарты и сертификации

### Недельные чарты
| Чарт (2015)                            | Высшая позиция |
| -------------------------------------- | -------------- |
| Бельгия/Фландрия (Ultratop Urban)      | 44             |
| Канада (Billboard Canadian Hot 100)    | 40             |
| Чехия (Rádio — Top 100)                | 63             |
| Чехия (Singles Digitál Top 100)        | 43             |
| Ирландия (IRMA)                        | 98             |
| Словакия (Rádio — Top 100)             | 71             |
| Словакия (Singles Digitál Top 100)     | 43             |
| Швеция (Sverigetopplistan)             | 93             |
| США (Billboard Hot 100)                | 31             |
| США (Billboard Hot Rap Songs)          | 6              |
| США (Billboard Dance/Mix Show Airplay) | 17             |
| США (Billboard Pop Airplay)            | 14             |
| США (Billboard Rhythmic)               | 14             |
| Великобритания (OCC UK Hip Hop/R&B)    | 23             |

### Сертификации
| Регион       | Сертификат |
| ------------ | ---------- |
| Швеция (GLF) | Золото     |
| США (RIAA)   | Платина    |

## История релиза
| Регион         | Дата           | Формат                 | Лейбл                           |
| -------------- | -------------- | ---------------------- | ------------------------------- |
| Великобритания | 6 апреля 2015  | Contemporary hit radio | Young Money Cash Money Republic |
| [ 33 ] [ 34 ]  | 28 апреля 2015 | Mainstream radio       | Young Money Cash Money Republic |
| [ 33 ] [ 34 ]  | 28 апреля 2015 | Rhythmic radio         | Young Money Cash Money Republic |